# Diocesi di Tralle di Lidia
La diocesi di Tralle di Lidia (in latino: Dioecesis Tralliana in Lydia) è una sede soppressa del patriarcato di Costantinopoli e una sede titolare della Chiesa cattolica.

## Storia
Tralle, identificabile con le rovine nei pressi di Göne nell'odierna Turchia, è un'antica sede episcopale della provincia romana della Lidia nella diocesi civile di Asia. Faceva parte del patriarcato di Costantinopoli ed era suffraganea dell'arcidiocesi di Sardi.
La diocesi è documentata nelle Notitiae Episcopatuum del patriarcato di Costantinopoli fino al XII secolo.
Sono solo due i vescovi conosciuti di questa antica sede. Uranio prese parte al concilio di Costantinopoli celebrato tra maggio e giugno del 553. Michele partecipò al secondo concilio di Nicea del 787. Un sigillo con il nome di Costantino di Tralle è di incerta attribuzione, poiché non è indicata la provincia di appartenenza: potrebbe trattarsi di Tralle di Lidia oppure di Tralle di Asia.
Dal 1933 Tralle di Lidia è annoverata tra le sedi vescovili titolari della Chiesa cattolica; il titolo finora non è stato assegnato.

## Cronotassi dei vescovi greci
- Uranio † (menzionato nel 553)
- Costantino ? † (VIII secolo)[4]
- Michele † (menzionato nel 787)[5]